# The Mighty Fools
The Mighty Fools és un grup de música de Reus que canta en anglès liderat per Miquel Vilella. Les seves cançons mesclen el folk d'arrel nord-americana amb el pop i el rock independent. Van llançar el seu primer disc al mercat l'any 2011, "You're so good to me". Segons alguns crítics la seva música és tan deutora de Hank Williams com de Wilco i les seves lletres tenen una clara influència literària.

## Discografia
- "You're going down/Not So Once" 7". Homesick Records, 2010
- "You're so good to me" CD. Homesick Records, 2011